# Nevada Test and Training Range

Carte du sud du Nevada montrant le Nevada Test and Training Range (anciennement Nellis Air Force Range).

Le Nevada Test and Training Range (NTTR) est une vaste zone militaire située entre Tonopah et Las Vegas dans le Nevada. Le territoire est bordé par la route 6 au nord, la Nevada State Route 375 au nord-est, la route 93 à l'est et la route 95 à l'ouest. Le territoire est contrôlé par la United States Air Force.

## Histoire

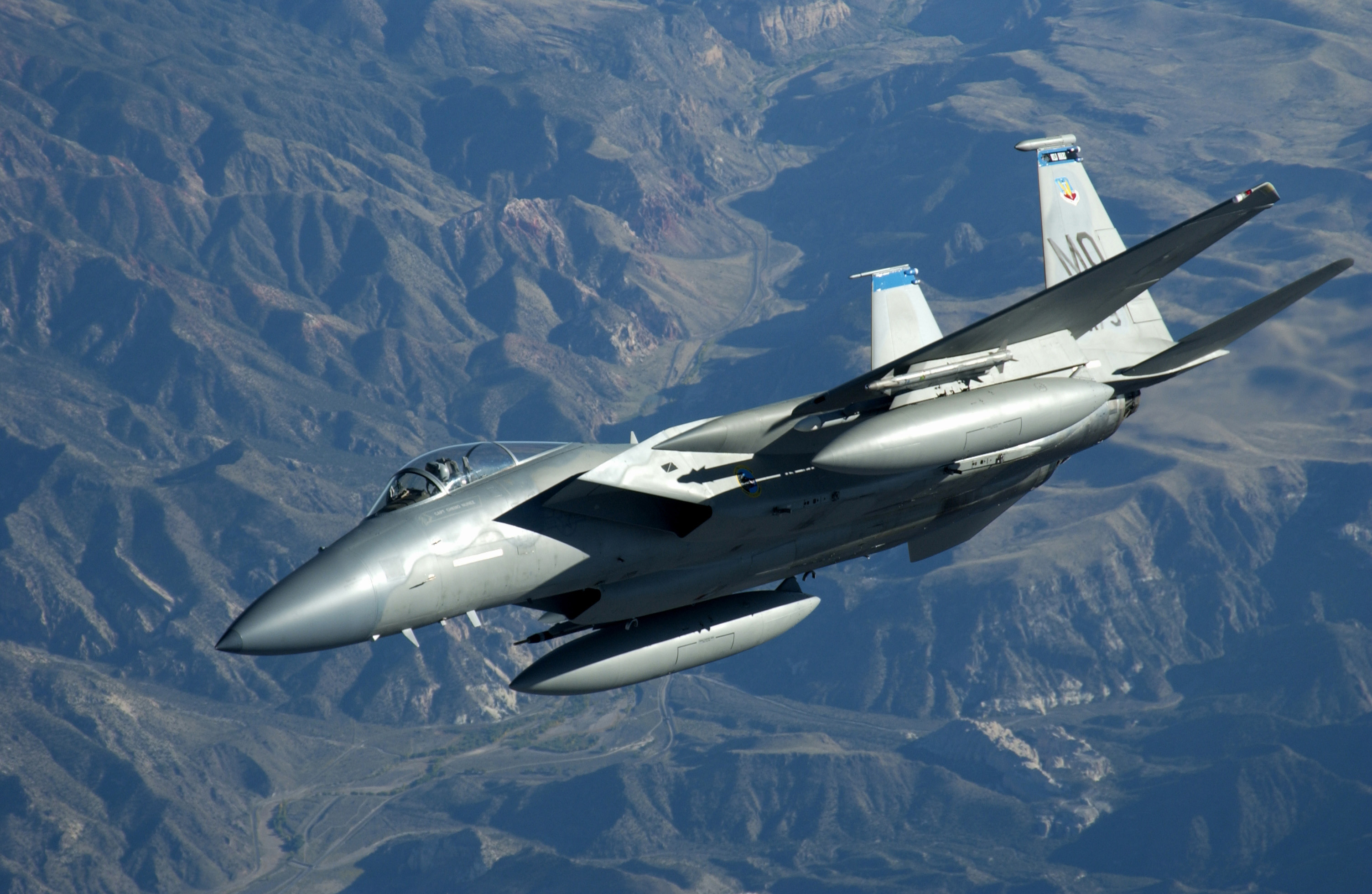
Un F-15 au-dessus du NTTR en 2006 durant le Red Flag 07-1.

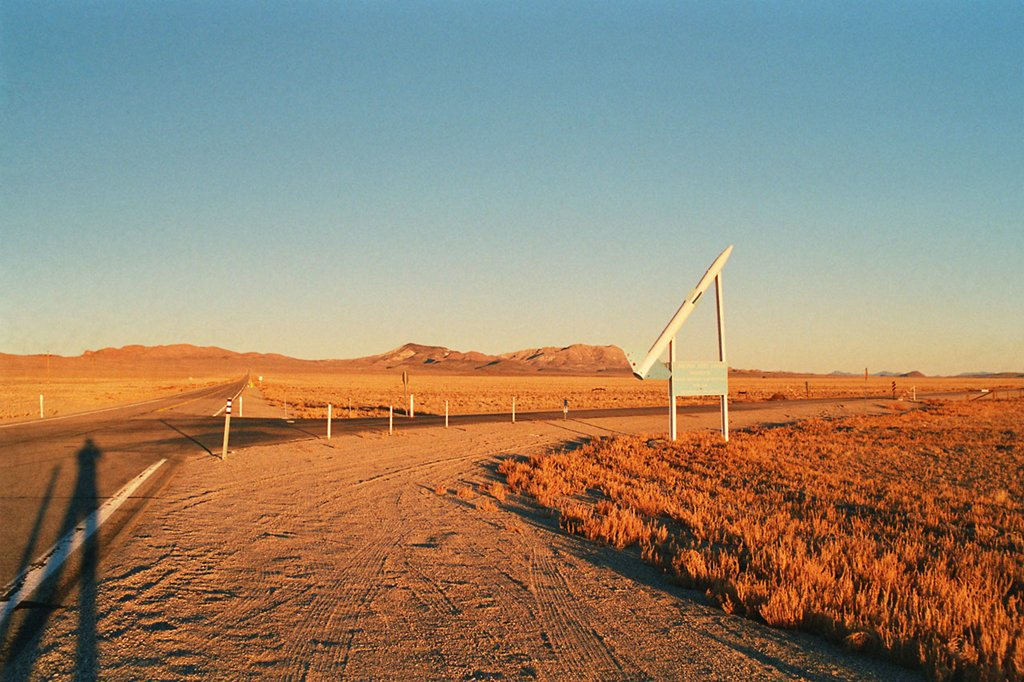
L'entrée du Tonopah Test Range.

Autrefois appelé Nellis Air Force Range (NAFR), le territoire est nommé Nevada Test and Training Range en 2001. Il accueille des exercices militaires de grande envergure comme le Red Flag et le Green Flag avec l'appui de la United States Navy Fighter Weapons School.

## Structure
Le territoire du Nevada Test and Training Range englobe le Tonopah Test Range et la Zone 51 et comprend plusieurs aéroports :
- Creech Air Force Base (en) ;
- Pahute Mesa Airstrip ;
- Groom Lake ;
- Tonopah Test Range Airport (en).

## Géographie
Le Nevada Test and Training Range compte plusieurs déserts de sel comme Groom Lake, Papoose Lake, et Dog Bone Lake. La zone comprend également une partie du Desert National Wildlife Refuge.